# Tengzhou
Tengzhou (滕州市S, TéngzhōuP) è una città-contea della Cina, situata nella provincia dello Shandong e amministrata dalla prefettura di Zaozhuang.